# Kajukenbo
O kajukenbo é uma arte marcial híbrida, que combina o karatê, o judô, o jujitsu, o kenpō e o wushu. Foi desenvolvido no século XX, na década de 1940, em Oahu (Havaí) como método de auto-defesa contra criminosos e soldados da marinha americana que atacavam os habitantes locais. Kajukenbo é por definição um método em que as defesas e os ataques sempre mudam. É um sistema que continua sempre em evolução, e utiliza qualquer técnica que funcione.

## História

### Formação
O nome do sistema tem como uma origem as primeiras sílabas dos nomes dos componentes de kajukenbo:
- O estilo de karatê coreano: tangsudo.
- O judô e jujitsu, de origem japonesa.
- O kenpo ou kenpō, de origem chinesa e japonesa.
- O boxe chinês (wushu) e americano.

### Fundadores
Cinco mestres das diferentes artes marciais sobre Havaí uniram-se para realizar esta ideia.
- Peter Young Yil Choo - campeão havaiano de boxe e mestre do tangsudo;
- Joseph Holck - mestre do judo kodokan e do ju-jitsu de Danzan Ryu;
- Frank Ordoñez - mestre do judo kodokan e do ju-Jitsu de Sekeino;
- Adriano Emperado (chamado "sijo" - "fundador") - mestre do kara-ho kempo e do eskrima;
- George "Clarence" Chang - mestre do boxe chinês de Shaolin (Sil Lum "kung fu", norte e sul).

### De 1945 a 1959
Durante dois anos (1945-1947) os fundadores combinaram seu conhecimento com a prática. Testaram regularmente as situações possíveis de agressão na vida real. Mais tarde decidiram chamar a este sistema de "kajukenbo" (das iniciais das artes marciais que o compõem) e criar a Sociedade da Faixa Preta (Black Belt Society), e simultaneamente o Instituto do Auto-defesa Kajukenbo. Com o tempo os ensinos moveram-se para a costa do pacífico nos Estados Unidos, concretamente à base aérea de Travis na Califórnia, onde em 1958 o mestre Aleju Reyes abriu a primeira escola fora das Ilhas de Havaí. Deu as lições especiais aos membros da força aérea dos Estados Unidos da América. Um destes membros era o professor Richard Peralta que começou com o kajukembo em 1959.
Em 1959, o "sijo" Emperado adicionou as técnicas do wushu no kajukenbo e mudou esta arte em uma combinação fluente de técnicas duras e "suaves".

### Após 1959
Charles Gaylord, Tony Ramos, e Aleju Reyes, que tinham recebido os seus cintos pretos de Emperado, transmitiram o kajukenbo no continente americano. Cada deles abriu sua própria escola do kajukenbo em Califórnia. Em 1969, Tony Ramos treinou com Bruce Lee e trocou seus métodos e ideias com ele. Aleju Reyes morreu em 1977, e Tony Ramos morreu em Havaí em 1999.
Neste momento existem 5 métodos reconhecidos: Original Method; Chuan Fa; Wun Hop Kuen Do; Tum Pai; Gaylord Method; Ramos Method.

### Atualmente
Atualmente, o kajukenbo tem mais agarramentos e arremesos que outras escolas de kenpō, e inclui vantagens em junções, os golpes baixos e os ataques com a ajuda de combinações. Embora contenha certos aspectos da competição, concentra principalmente sobre combate real e sobre significado de análises práticas. Em geral, os práticos de kajukenbo pensam isso mesmo e golpes extremamente desagradáveis como os golpes em olhos ou nos genitais, podem ser permitidos, se ajudarem a defender-se do atacante na rua. A maioria de escolas de kajukenbo evita truques e movimentos impraticáveis e espetaculares. Os planos de estudos incluem contra-ataques, como contra golpes com punhos, contra facas, bastões, armas de fogo e golpes sem armas.
Embora os tipos diferentes do kajukenbo tenham uma base comum, as variações são possíveis. O kajukenbo é baseado em quatro estilos diferentes. É impossível incorporá-los inteiramente; certa especialização é inevitável. A aproximação aberta conduz-lhe que as escolas são encorajadas incorporar outras artes em sua prática. Os exemplos são o escrima filipino e o aikido japonês.
Certas escolas de kajukenbo acentuam a importância de 26 formas ("kata"). Foram divididos em 13 "pinyans" (chamados às vezes "os jogos de Palama" - "Palama sets") e 13 "concentrações". Cada "concentração" tem seu próprio nome, por exemplo o primeira é chamada "golpe da guindaste/garra do tigre". O nome de cada "concentração" descreve seu movimento característico. Então, a primeira concentração inclui um golpe do guindaste e uma garra do tigre. Estas assembleias são incorporadas no kajukenbo par melhorar as capacidades do estudante. Cada movimento nestas formas tem seu significado. Por exemplo, o primeiro movimento no "pinyan 1" é golpe exterior direito durante o movimento na posição de inflexão atrasada. Este movimento pode ser aplicado para bloquear um golpe com punho. Estas assembleias também concentram em combate com vários adversários.
Em algumas escolas de kajukenbo, a assim chamada Oração de Kajukenbo (Kajukenbo Prayer que é escrito por Frank Ordonez) tem um papel importante, mas na maioria de escolas falta este tipo de misticismo. A classe é terminada com o apelação aos três elementos do kajukenbo: o espírito, a mente, e o corpo (cada um tem seu próprio sinal da mão). Mais tarde, os estudantes e o instrutor identicamente abrem as mãos para representar a paz, e então curvam-se com uma reverência para expressar respeito. A saudação também é usada em muitas escolas: Identicamente, os estudantes e seus instrutores saúdam os proprietários de cintos pretos, quando entram no salão de esporte.

### O kajukenbo na Europa
O Kajukenbo surgiu na Europa na década de 1970. O Sifu Ed Shepard, militar Americano colocado na base aérea de Torrejon de Ardoz(Madrid) proveniente da Guerra do Vietnam onde serviu como mecânico do 'Phantom', recebeu o seu cinto negro de Kajukenbo do Grão Mestre Richard Peralta. Pouco após a sua chegada iniciou uma classe de Kajukenbo num velho barracão que servia de clube para Soldados latinos e de cor negra chamado PACT. O Sifu Shepard não cobrava pelas suas aulas embora exigisse empenho e dedicação durante sete dias da semana. A classe que nunca era composta por menos de vinte estudantes treinava durante 2 a 5 horas conforme a vontade dos praticantes.
Entre esses alunos estava Angel Garcia Soldado, que se graduou em cinto negro pelo Sifu Shepard. O Grão Mestre Angel Garcia Soldado continuou a desenvolver o Kajukenbo ainda que tenha 'perdido' o seu Mestre num fatídico acidente de automóvel tendo posteriormente encetado ligações com figuras de topo no Kajukenbo, entre eles Grão Mestre Gary Forbach, Professor Halbuna e claro o saudoso Sijo Adriano D. Emperado.
A sua ligação ao Sijo foi tão grande que este acabou por nomeá-lo como um dos seus principais conselheiros, sendo que em 1986 em San Diego (EUA) o Grão Mestre Angel Garcia Soldado foi nomeado responsável pelo Kajukenbo em toda a Europa(segundo documento oficial reconhecido por notário).Mais tarde o Grão Mestre Garcia foi também nomeado responsável pelo Kajukenbo para a América do Sul.
O GM Garcia continuou a desenvolver o Kajukenbo recriando um programa técnico diferente do 'Original Method'. O programa técnico desenvolvido pelo GM Garcia foi revisto e totalmente reconhecido e autorizado pelo Sijo Emperado. Por ser um constante estudante do Kajukenbo é também uma das entidades mais respeitadas a nível mundial, tendo sido inclusivamente nomeado pelo 'Sijo' como um dos 9 Grão Mestres que compõem a BOA (Board of Advisors) da sua organização Kajukenbo Self Defense Institute(KSDI).
O kajukenbo na Europa teve um desenvolvimento considerável sendo que continua a crescer. É possível encontrar escolas em Espanha, França, Portugal, Bélgica, Suíça.
Existem ainda na Europa outras escolas de Kajukenbo que provêem de outras organizações de Kajukenbo tais como a KAA do 'Gaylord Method' ou ainda outras correntes como o denominado 'Kajukembo'. Escolas,tais como as pertencentes ao estilo Lim's Hawaii Kenpo tem raízes profundas no Kajukenbo e também se podem encontrar em países como Portugal ou Áustria.

## Os graus e os títulos
| Cinto      | Tempo aproximado (meses) |
| branco     | 4                        |
| amarelo    | 5                        |
| alaranjado | 6                        |
| roxo       | 7                        |
| azul       | 8                        |
| verde      | 9                        |
| marrom III | 6                        |
| marrom II  | 6                        |
| marrom I   | 6                        |
| preto      | 12                       |

Os graus e os títulos são diferentes dependendo da escola. Os proprietários de cintos pretos receberam títulos de origem chinesa:
- Sijo (em chinês: "O professor, o fundador") isso é o grau mais alto, significa o fundador da escola. Este título é usado por Adriano Emperado.
- Sigung ("o pai grande") significa o professor dos professores - sexto grau de maestria ou acima.
- Sifu ("o pai") significa o professor - de terceiro até quinto grau de maestria.
- Sibak ("o irmão mais velho") significa o assistente do professor - a pessoa que ajuda no ensino - sob o terceiro grau de maestria.

Os proprietários de cintos pretos de oitavo grau são intitulados "os professores", o nono grau de maestria é "o grande professor" (grandmaster).